# Кислотність
Кисло́тність (англ. acidity)
1. Кислотність сполук — властивість хімічних сполук виступати донором протонів і кількісно характеризується константою дисоціації в даному середовищі.
2. Кислотність середовища — здатність протонувати стандартні основи. Кількісно виражається функцією кислотності.
3. кислотність за Льюїсом